# Nicholas Adontz
Nicholas Adontz (orm. Նիկողայոս Ադոնց, Nikoġayos Adonc’, ros. Николай Адонц; ur. 10 stycznia 1871, zm. 27 stycznia 1942) – ormiański historyk, mediewista, armenista, bizantynolog.

## Życiorys
Absolwent (1899) wydziału języków orientalnych na Uniwersytecie w Petersburgu. Następnie pracował jako profesor tej uczelni. W 1920 roku opuścił Rosję i przeniósł się do Londynu, a następnie do Paryża. Od 1930 profesor na uniwersytecie Brukseli. Zajmował się średniowieczną Armenią oraz Bizancjum. Jego uczniami byli: Cyril Toumanoff i Peter Charanis.

## Wybrane publikacje
- Towards the Solution to the Armenian Question, London 1920.
- Mashtots and his Students According to Foreign Sources, 1925.
- Samuel l'Armenien, Roi des Bulgares, Bruxelles: Palais des academies 1938.
- Histoire d'Arménie, les origines du X-e siècle au vie (av. J.C.), préf. de René Grousset, Paris 1946.
- Armenia in the Period of Justinian: the Political Conditions Based on the Naxarar System, translated with partial revisions, a bibliographical note, and appendices by Nina G. Garsoïan, Lisbon 1970.
- Denys de Thrace et les commentateurs arméniens, Lisbon 1970.